# 1º Festival Rock Italiano
Il 1º Festival Rock Italiano fu una rassegna musicale svoltasi a Roma tra il dicembre 1979 e il maggio 1980 presso il cinema Espero, nel quartiere di Monte Sacro con una notevole partecipazione di gruppi da tutta Italia.
Organizzata da Massimo Costa, Arci, Strike e dal giornale Ciao 2001 , nel corso di 2 mesi di concerti vide alternarsi sul palcoscenico artisti e gruppi sconosciuti o quasi, provenienti da tutta Italia.
I vincitori della manifestazione furono 4 gruppi: Lunar Sex, N.O.I.A., Skaters e TM S.p.A.. Il premio in palio fu un album compilation, intitolato ROCKER '80, uscito per la EMI.
La rivista Ciao 2001 garantì una buona copertura dell'evento che si inseriva in un rinnovato fermento musicale di Roma, che nella primavera del 1980 era meta di numerosi artisti jazz e rock provenienti dall'estero.
Nonostante l'intento degli organizzatori fosse quello di voler dare voce alle band che proponevano rock nel panorama nazionale, la manifestazione fu giudicata da alcuni una rassegna di imitatori dello stile del rock internazionale, senza alcuna idea nuova.